# Svit se konča
Svit se konča srednjovjekovna je hrvatska pjesma zabilježena u glagoljskom kodeksu  Pariška pjesmarica iz 1380. Riječ je o satiri na život klera napisana u dvanaesteračkim stihovima.

## Karakteristike
Svit se konča dio je zbirke duhovnih i crkvenih pjesama unutar Pariške pjesmarice, pod oznakom Code slave 11, koja je i ujedno najstarija takva zbirka na hrvatskom jeziku, datirana u 1380. Pjesma je nastala u glagoljaškoj sredini, dio je hrvatske duhovne lirike i pjesničke dikcije, te se bavi temom potrage za reformama u crkvi, naglašavajući pokvarenost svijeta. Jezik se opisuje kao mješavina narodnog (kajkavsko-čakavskog) i crkvenoslavenskog. Neki ju ubrajaju kao dio začinjavačke pjesničke djelatnosti.

## Kritika i utjecaji
Pjesma se smatra najistaknutijim primjerom ranog sekularnog hrvatskog pjesništva. Eduard Hercigonja smatra pjesmu najboljom pjesmom hrvatske književnosti srednjeg vijeka, tvrdeći da pokazuje "mogućnost estetičkih dosega naše srednjovjekovne sredine i medievističke književnosti". I drugi kritičari, poput Radoslava Katičića, Dragice Malić, i Hamma priklanjaju se ovom mišljenju, opisujući pjesmu kao primjer zahtjevne forme i autorskog umjeća, te kao "iznimno svjedočanstvo intimnog doživljaja jednog svijeta što tone u mrak, potirući znane kršćanske ideale". S druge strane, Mihovil Kombol tvrdi da su stihovi neskladni i loše prepisani, nazivajući pjesmu prozaičnom.
Radoslav Katičić tvrdi da je pjesma imala znatan utjecaj na Miroslava Krležu i njegove Balade Petrice Kerempuha.

## Vanjske poveznice
- Svit se konča na Glagoljica.hr

|  | Wikizvor ima izvorni tekst Svit se konča |